# I Prefer the Moonlight
I Prefer the Moonlight è un album in studio del musicista statunitense Kenny Rogers, pubblicato nel 1987.

## Tracce
1. I Prefer the Moonlight – 5:10 (Gary Chapman, Mark Wright)
2. Now and Forever – 4:09 (Wayne Kirkpatrick, Keith Thomas)
3. We're Doin' Alright – 4:00 (Reed Nielsen)
4. Make No Mistake, She's Mine (con Ronnie Milsap) – 3:57 (Kim Carnes)
5. One More Day – 2:57 (John Barlow Jarvis, Nielsen)
6. She's Ready for Someone to Love Her – 2:51 (Charlie Black, Jerry Gillespie, Tommy Rocco)
7. I Don't Call Him Daddy – 4:08 (Nielsen)
8. The Factory – 3:26 (Bud McGuire)
9. We Fell in Love Anyway – 3:21 (Naomi Martin, Mike Reid)
10. You Can't Say You Don't Love Me Anymore – 3:15 (John Jarvis, Bill Lamb)